# 泄洪道
泄洪道是一種可以用來排水的人造溝渠。當洪水來臨時，人們可以通過泄洪道來降低水位。泄洪道還可以储备一部分洪水。通常只有当发生大洪水时才利用泄洪道。